# Iglesia de San Salvador (Venecia)
La iglesia de San Salvador es un edificio religioso de Venecia (Véneto, Italia), en el sestiere de San Marco, cerca del Gran Canal.

## Descripción
La construcción de la iglesia renacentista dedicada a Cristo Salvador se comenzó en 1506 sobre el solar de una edificación más antigua, posiblemente del siglo VII y ya reconstruida en el siglo XII. El arquitecto fue Tullio Lombardo, pero la terminó poco después, en 1534, Jacopo Sansovino. La fachada barroca, que se abre al Campo San Salvador, es posterior: fue comenzada en 1663 siguiendo un proyecto de Giuseppe Sardi y con decoración escultórica de Bernardo Falcone. De su interior, de una gran unidad de estilo, destacan dos obras de Tiziano: la Anunciación y la Transfiguración, además de una Cena de Emaús de Giovanni Bellini.
En el lateral derecho se levanta el grandioso monumento funerario al dux Francesco Venier, que ocupó el cargo entre el 1554 y en 1556, obra de Jacopo Sansovino (1561), con esculturas de Alessandro Vittoria (luneta con la Piedad entre san Francisco y el dux) y Tommaso da Lugano (Fe y Caridad).

## Galería

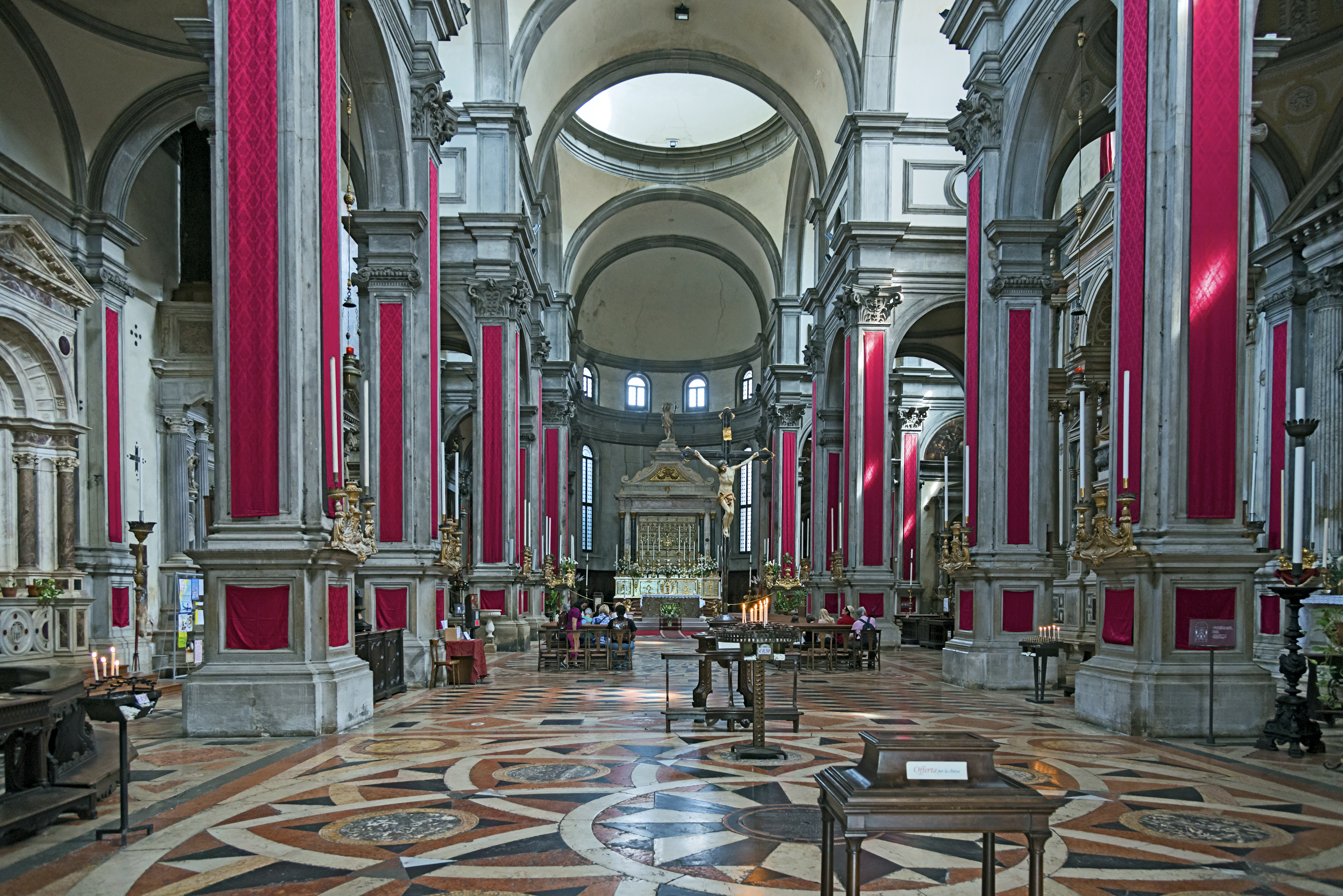
Interior.
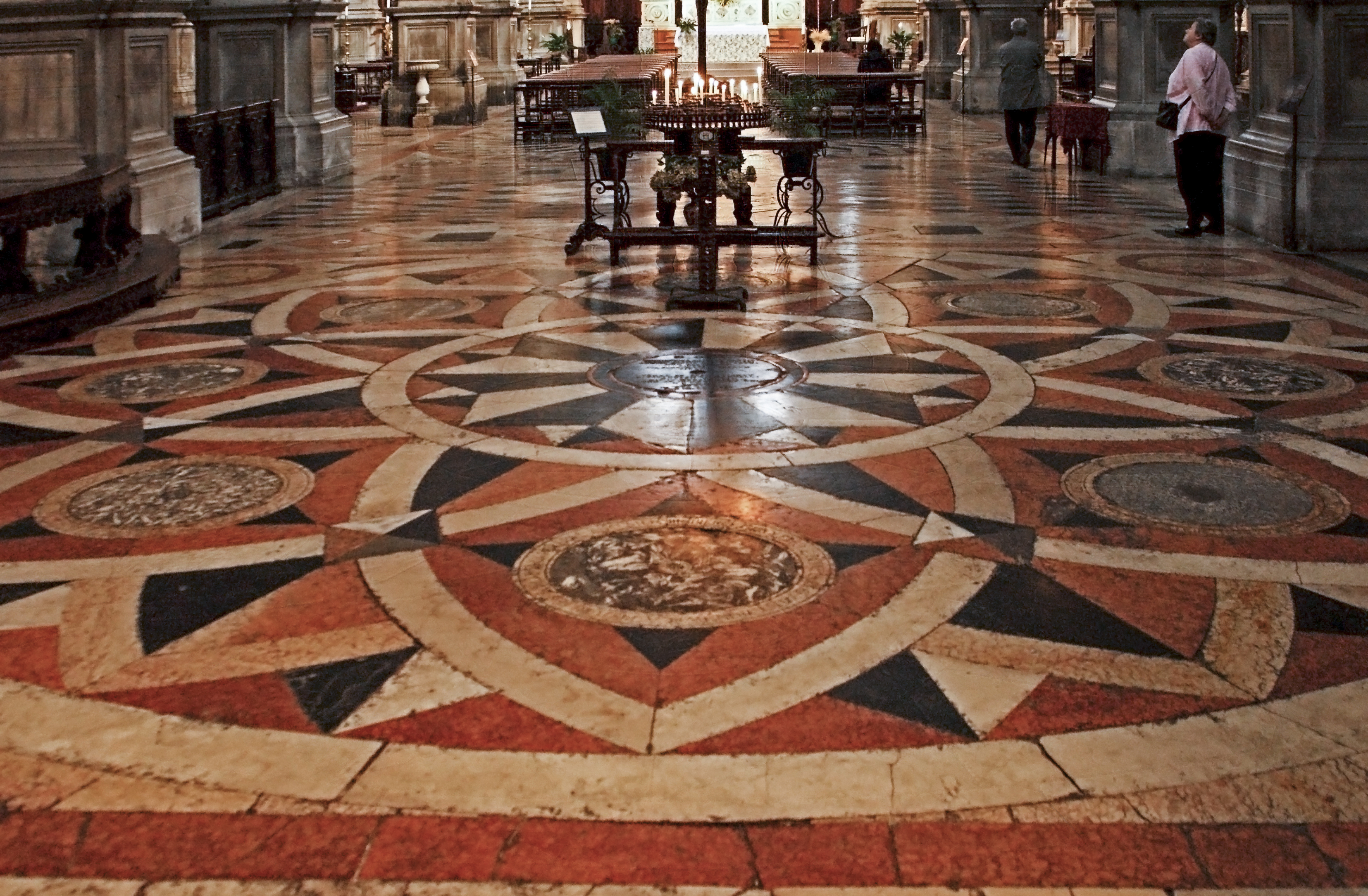
Mosaico de mármol policromo.
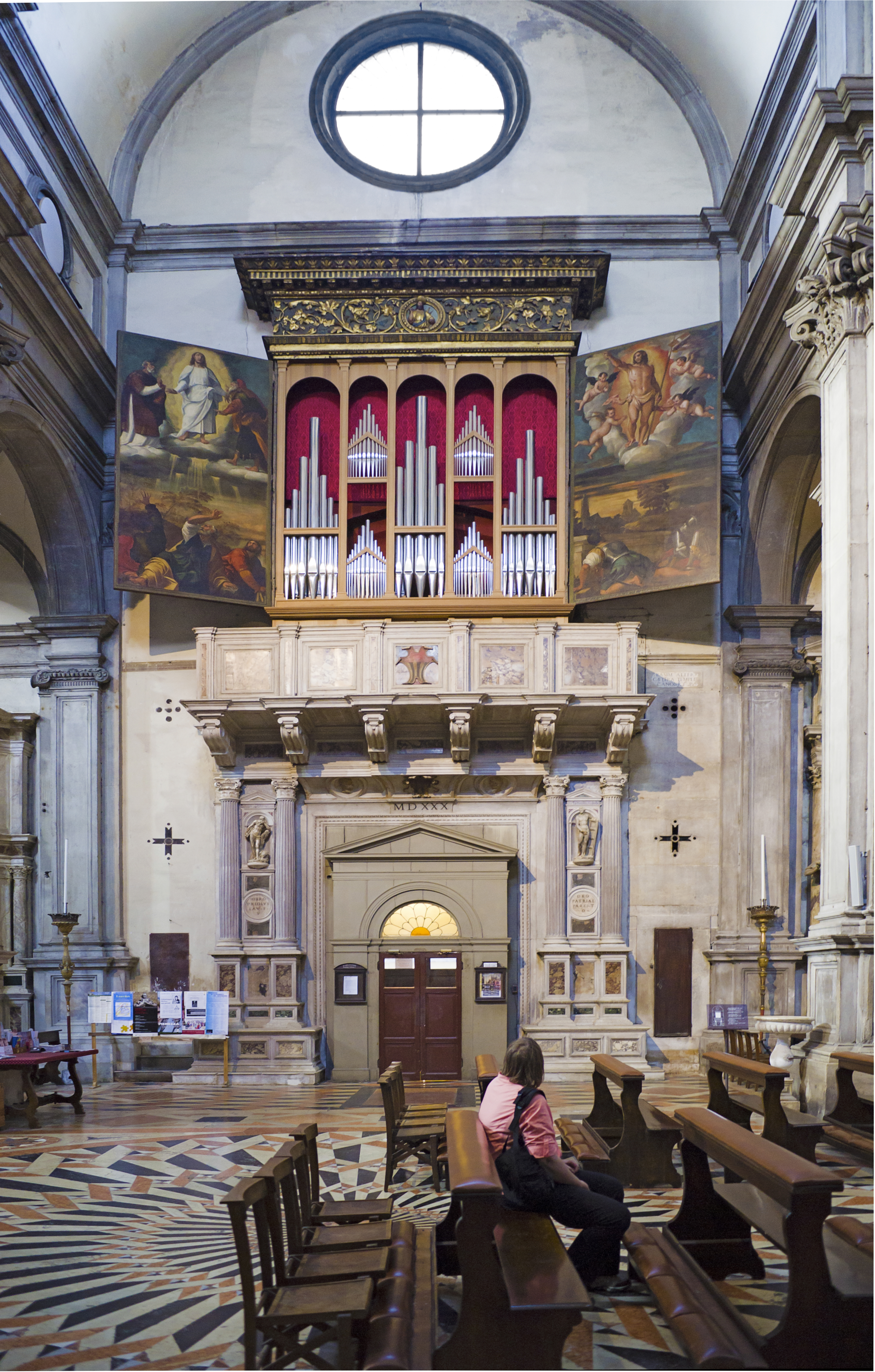
Órgano.
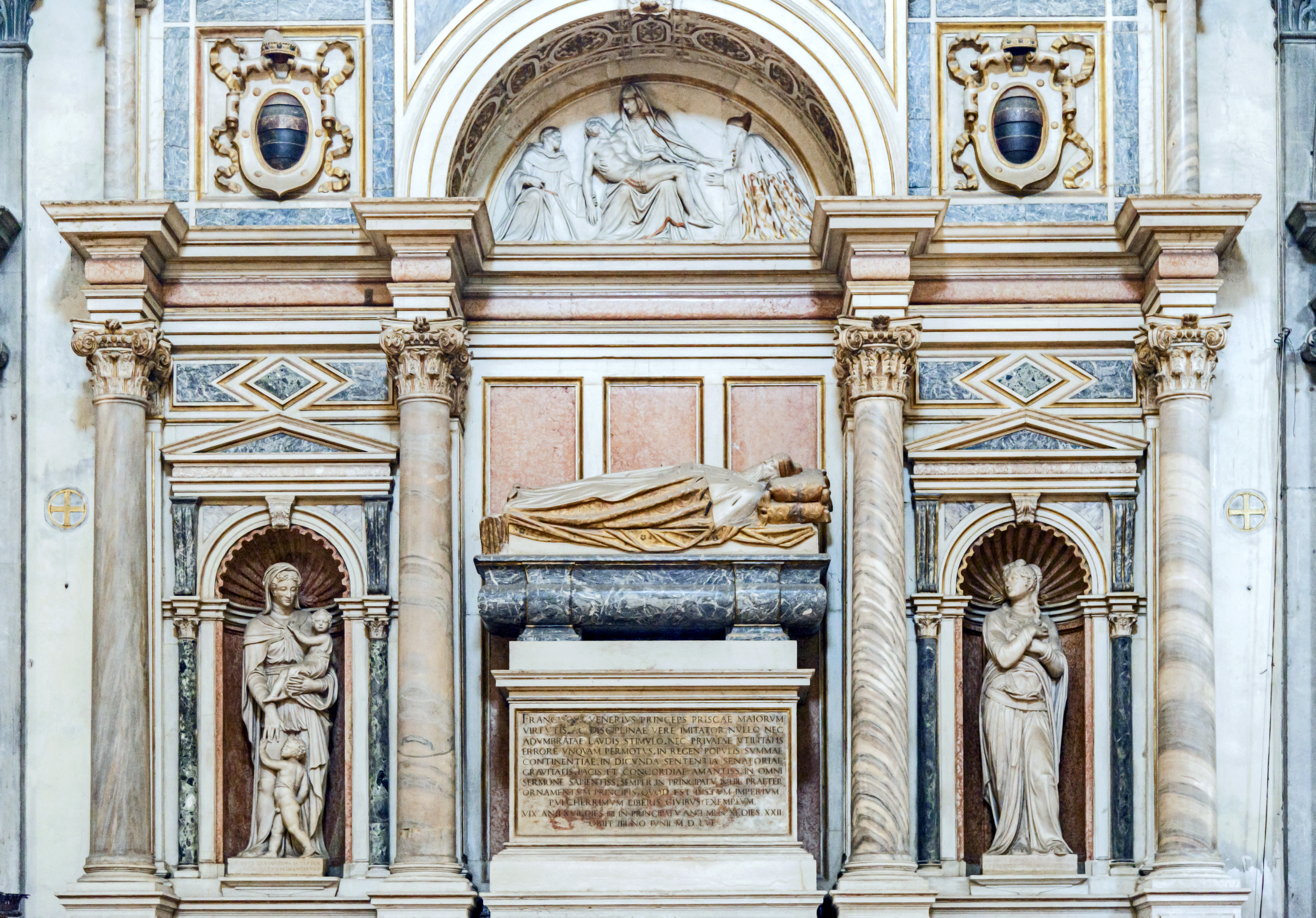
Monumento de Francesco Venier.
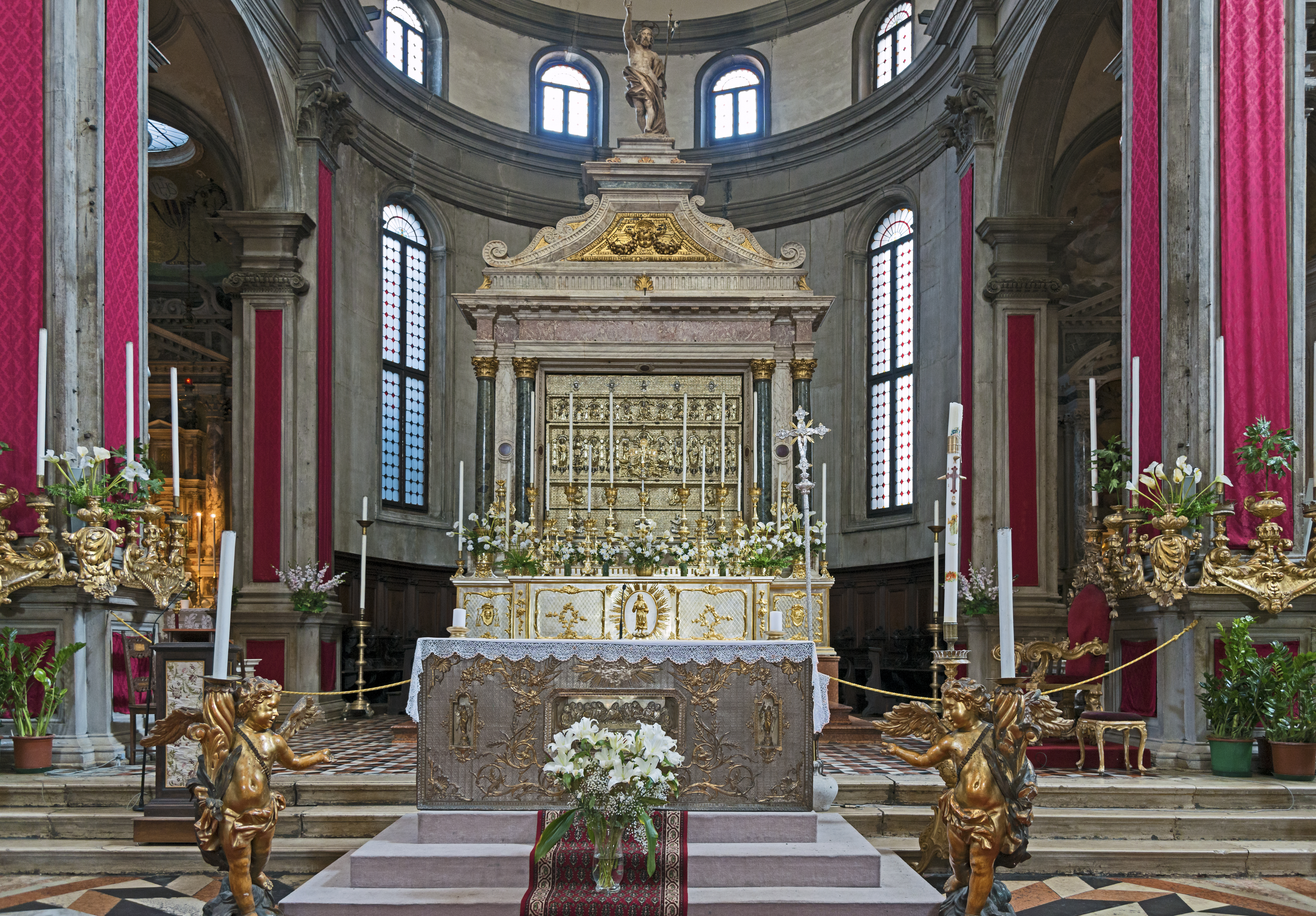
Altar y retablo.
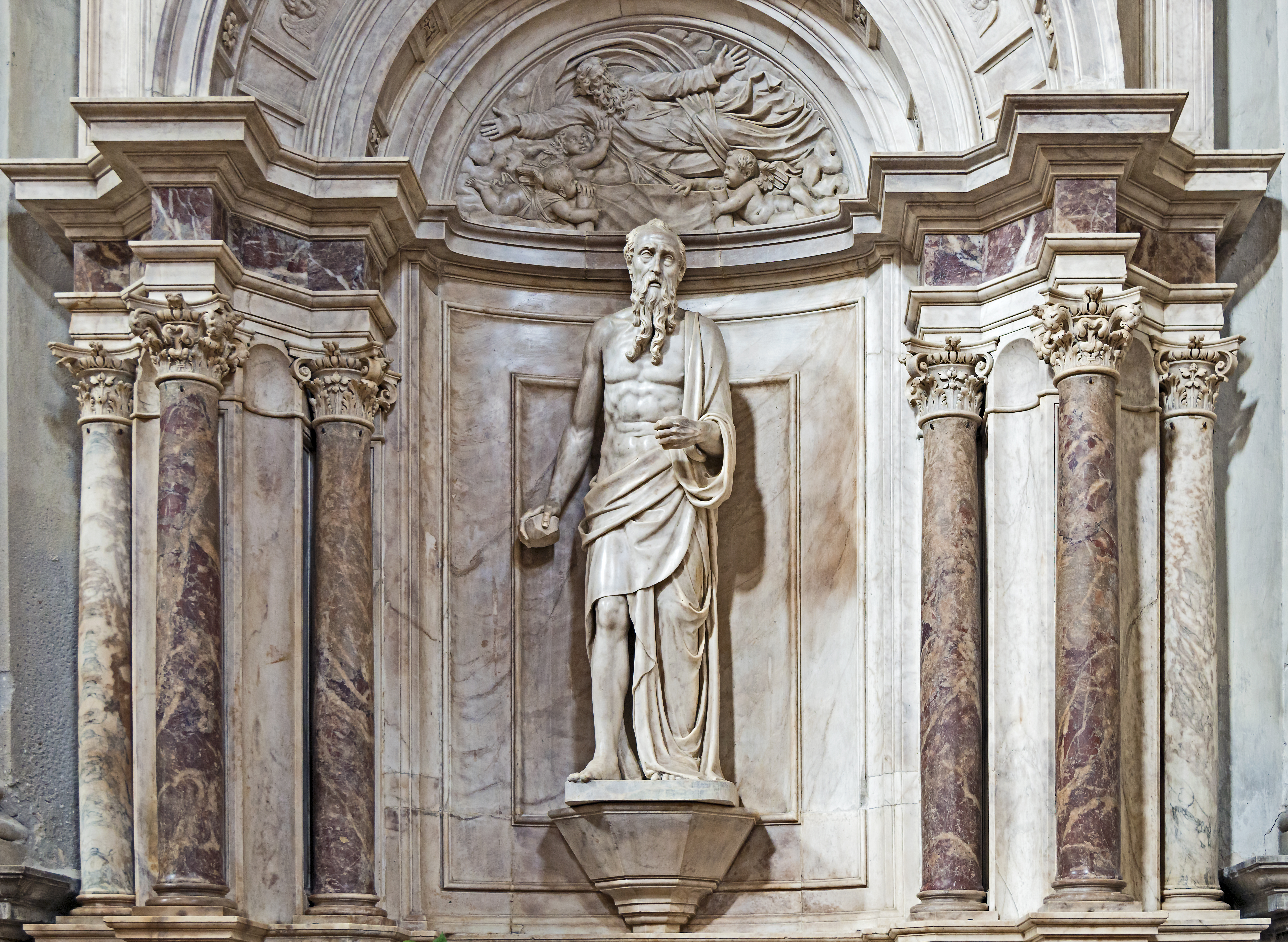
San Gerolamo.